# Kunstverein derART

Logo des Kunstvereins derART

Der Kunstverein derART e. V. mit Sitz in Magdeburg in der Große Diesdorfer Straße 249 fördert zeitgenössische Kunst, wobei der Fokus auf der Fotografie liegt. DerART holt internationale Künstler nach Magdeburg und organisiert Ausstellungen im nationalen und internationalen Rahmen.

## Geschichte
Der Kunstverein derART e. V. gründete sich im Jahr 2001 in Magdeburg und ist Mitglied im Landesverband Kulturelle Kinder- und Jugendbildung Sachsen-Anhalt e.V. (LKJ). Die Räumlichkeiten des Vereins befinden sich im Gebäude der ehemaligen Heinz Bormann Bekleidungswerkstätten, in welchem auch das Kulturzentrum Mikrokosmos seine Heimstätte hat. DerART hatte im Laufe der Jahre mehrere hundert Mitglieder und ehrenamtliche Mitarbeiter. Mitbegründer, Kurator und heutiger Leiter des Kunstvereins derART ist Horea Conrad.
Anfangs war der künstlerische Schwerpunkt die Organisation von Land-Art-Projekten, später verschob sich der Fokus hin zur Fotografie. Mit dieser Neuorientierung gewann die sozio-kulturelle Dokumentation an Wichtigkeit für den Kunstverein derART. Seit den Anfängen fördert derART Kunstaufenthalte in Magdeburg für ausländische Künstler, die hier die Möglichkeit bekommen, im Rahmen eines künstlerischen und kulturellen Austausches neue Impulse zu sammeln und Kontakte aufzubauen.
Von Beginn an war der Kunstverein derART bestrebt, durch künstlerische Aktionen Zeichen für ein mitmenschliche Zusammenleben zu setzen. Am 28. Juni 2002 veranstaltete derART gemeinsam mit der Stadt Haldensleben die Mitmachperformance Farbebekennen gegen Fremdenfeindlichkeit. Am 18. September 2012 beteiligte sich der Kunstverein derART am von der Landeszentrale für politische Bildung veranstalteten Landestag Schule ohne Rassismus – Schule mit Courage mit einem Workshop zum Thema "Der scharfe Blick der Kamera, Courage fotografieren". Im Jahr 2013 bot der Magdeburger Kunstverein im Rahmen der Landeskonferenz des Netzwerks Demokratie und Toleranz in Sachsen-Anhalt einen Workshop zum Thema "Kunst als soziale Aufgabe" an. Anlässlich des Internationalen Tags der Roma am 8. April 2014 beteiligte sich der Kunstverein derART zusammen mit dem Landesjugendwerk der AWO und der Rosa-Luxemburg-Stiftung an den von der Linksjugend solid im gesamten Bundesland Sachsen-Anhalt organisierten Aktionsveranstaltungen gegen Antiziganismus.

## Kooperationspartner
Der Kunstverein arbeitet eng mit dem Kulturbüro der Stadt Magdeburg sowie mit Kulturbehörden und nationalen und internationalen Instituten zusammen. Ein Hauptaugenmerk liegt auf der Zusammenarbeit mit Schulen, und verstärkt mit Hochschulen, Volkshochschulen, dem Studentenwerk, dem Institut français und der französischen Botschaft. Ferner gibt es Zusammenarbeiten mit dem Bundesministerium für Familie, Senioren, Frauen und Jugend mit der Staatskanzlei Sachsen-Anhalt, der Landeszentrale für politische Bildung, dem Landesverwaltungsamt Sachsen-Anhalt, der Auslandsgesellschaft, dem Rumänischen Kulturinstitut Titu Maiorescu, dem AWO-Jugendwerk, dem Mitteldeutschen Rundfunk (MDR), der Evangelischen Kirche Mitteldeutschland (EKM), der Rosa-Luxemburg-Stiftung und der Linksjugend solid.

## Ausstellungsorte
Die Ausstellungen des Kunstvereins derART wurden in New York, Berlin, Paris, Arles, Lodz, Hannover, Dessau, Schönebeck, Haldensleben, im Levantehaus in Hamburg, in der Gedenkstätte Deutsche Teilung Marienborn, im Schloss Hundisburg und im Schloss Peseckendorf sowie in Polen in den Stadtgalerien von Ciechanów und Ostrołęka gezeigt, eine Wanderausstellung war 2014 für ein halbes Jahr lang in Wien zu sehen.
Auch in Magdeburg gab es neben den vereinseigenen Räumlichkeiten viele weitere Ausstellungsorte, unter anderen das Rathaus, das MDR Landesfunkhaus, die Universitätsbibliothek und die Mensa-Galerie der Otto-von-Guericke-Universität Magdeburg, die Fachhochschule Magdeburg, die Medizinische Zentralbibliothek Magdeburg, das Leibniz-Institut für Neurobiologie, die Volkshochschule, die Stadtbibliothek, die Galerie des Hegel-Gymnasiums, das Kulturzentrum Mikrokosmos, das Frauenzentrum Courage im Volksbad Buckau, das einewelt-Haus, das Foyer der IHK das Fotoareal 12hundert, der Moritzhof, die Johanniskirche und der Dom zu Magdeburg.

## Künstler
An bekannten Künstlern präsentierte der Kunstverein derART bisher neben den Werken seines Leiters und Kurators Horea Conrad etwa Ausstellungen mit Arbeiten von Willy Ronis, Yves Charnay und Evgen Bavcar. Im Rahmen der Ausstellung Irgendwo in Europa zeigte der Kunstverein derART Emir Kusturicas Film Schwarze Katze, weißer Kater.

## Konzeption
Der Kunstverein derART hat sich den Leitgedanken gesetzt, Kunst als soziale Aufgabe zu sehen. Inhaltliche Schwerpunkte des Kunstvereins bilden die Durchführung von sozio-kulturellen Projekten und Dokumentationen zum Thema Menschengruppen in entscheidenden oder besonderen Lebensphasen, als auch zunehmend die Kunsterziehung der Jugend. DerART e. V. richtet verschiedene nationale und internationale Ausstellungs- und Kunstprojekte sowie Wander- und Leihausstellungen aus. Neben den Kursen, Seminaren, Symposien, Workshops und dem zweimonatlich stattfindenden Magdeburger Fotoforum kuratiert der Kunstverein die jährliche Ausstellung “Zum Stand der Dinge”.

## Expositionen und Projekte (Auswahl)

### 2002
- Mitmachperformance "Farbebekennen" in der Kulturfabrik Haldensleben[13][14][15][16]
- Fotoausstellung von Antje Sachs und Franziska Bohn Wegwelten – Lebensraum Straße im Kulturzentrum Mikrokosmos[60]
- Fotoausstellung "Die Kuh"[69]
- Ausstellung von Ölbildern, Kollagen und Fotografien in der Fachhochschule Magdeburg[54]

### 2003
- Fotoausstellung von Aymeric Fouquez: “Zwischenräume_Espace(s) en cours d'Installation” im MDR-Landesfunkhaus Magdeburg[51]
- Fotoausstellung von Horea Conrad “Junge Menschen aus dem Land Sachsen-Anhalt” in der “Galeria C”, Ciechanów, Polen sowie der Stadtgalerie “Ostrołęka”, Polen[44]
- Fotoausstellung von Nicolas Grospierre Portraits von Gemeinschaften – Kamionka im Haus des Waldes auf Schloss Hundisburg[30]
- Ausstellung rumänischer Volkskunst "Die Macht der Objekte" – Tradition gestern und heute im Rumänischen Kulturinstitut Berlin[33]
- Fotoausstellung von Horea Conrad "In den Gärten des Schlosses Hundisburg" im Haus des Waldes auf Schloss Hundisburg[65]
- Gemeinschaftsausstellung von Plastiken von Volker Kiehn und Horea Konrads Fotografien Lissaboner Tagebuch auf dem Moritzhof in Magdeburg[64]
- Ausstellung "Eine Spur Kunst" in der Innenstadt von Haldensleben[70]

- „La saison Française“ – Französische Tage auf dem Moritzhof in Magdeburg[27]

### 2004
- Erstes Internationales Landart Symposium auf Schloss Hundisburg – Trialog 2004.[8]
- “Zum Stand der Dinge – eine Fotodokumentation Magdeburgs” im Leibniz-Institut für Neurobiologie Magdeburg[56]
- Ausstellung von S. Sternhagel "Licht-Welten"[71]
- Fotoausstellung "Der Markt" im Foyer der Volkshochschule Magdeburg[28]
- Fotoausstellung von Horea Conrad Linien der Börde im MDR-Landesfunkhaus[66]
- Fotoausstellung "En Detail – Magdeburger Architekturfotografie" in der Volkshochschule Magdeburg[58]
- Fotoausstellung von Horea Conrad "Lissaboner Tagebuch" im einewelt-Haus in Magdeburg[32]

### 2005
- Ausstellung “Les Français à Magdebourg” und französische Kulturtage. Ausstellung der französischen Künstler Willy Ronis, Anne Gorouben und Yves Charnay.[59]
- II. Internationales Landart Symposium auf Schloss Hundisburg – Trialog 2005[9]
- Fotoausstellung von Mario Patschke "Montane Landschaften – Fotografien aus den Alpen" in der Volkshochschule Magdeburg[57]
- Ausstellung von Malerei von Jochen P. Heite und Skulpturen von Elmar Farsch A due muto im MDR-Landesfunkhaus Magdeburg[50]
- Ausstellung "Auf den Straßen von Burgas" im MDR-Landesfunkhaus Magdeburg[72]

### 2006
- Performance-Gruppe “Unos United” in Magdeburg: Meister der Welt. Gemeinsames Projekt mit dem Kulturbüro Magdeburg sowie offizieller Beitrag des Kunst- und Kulturprogramms der Bundesregierung zur FIFA WM 2006™[20]
- “Les Français à Magdebourg” mit Evgen Bavcar (Fotografien), Muriel Moreau (Radierungen) sowie Elsa Ferry (Installation)[46]

### 2007
- “Les Français à Magdebourg 3” mit Colette Deblé, François Coquerel, Sylvain Brugier[21]
- „Magdeburg im Blick“, Fotoausstellung im Rathaus Magdeburg[48]

### 2008
- Fotoausstellung von Marc Sagnol “Pariser Passagen” auf Schloss Peseckendorf[43]
- „Jugendclubs in Schönebeck“, Soziodokumentation/Projekt[40]

### 2009
- Fotowanderausstellung „Migranten in Magdeburg“, die an über 40 verschiedenen Orten in Sachsen-Anhalt präsentiert wurde[31]
- Fotografieausstellung “14” von der in Paris lebenden Fotografin Manuela Böhme[38]
- Ausstellung “Rumänien – unter vier Augen” in der IHK, LSA[62][63]

### 2010
- Sonderausstellung “'so weit' – die Generation 1” anlässlich der 20-jährigen deutschen Einheit in der Gedenkstätte Deutsche Teilung Marienborn[42][23]
- Ausstellung von Colette Deblé „Die weisen und törichten Jungfrauen vom Magdeburger Dom“ im Magdeburger Rathaus, eine Sammlung von Zeichnungen und Öl-Arbeiten[49]
- Fotoausstellung „Trains in Station“ von Horea Conrad[52]
- Fotoausstellung „Studenten in Magdeburg“ in der Bibliothek der Otto-von-Guericke-Universität Magdeburg[67][24][25][26]

### 2011
- Sonderausstellung En passant – 10 Jahre Kunstverein derArt im mdr-Landesfunkhaus Magdeburg[2][34]
- Fotoausstellung von Marc Sagnol "Pariser Passagen" im Magdeburger Rathaus, eine Zusammenarbeit mit dem Institut français Sachsen-Anhalt[29]
- Fotoausstellung Junge Frauen zwischen alter und neuer Heimat – Migrantinnen in Magdeburg im Frauenzentrum Courage im Volksbad Buckau[61]

### 2012
- Fotoausstellung „Spirituelles Leben in Sachsen-Anhalt“, die an verschiedenen Orten ausgestellt wurde[53][5]
- "Irgendwo in Europa", Fotoausstellung von Horea Conrad[47]
- Fotoausstellung von Anja Nowak „Schattenbilder“ in der Stadtbibliothek Magdeburg[22]

### 2013
- Projekt „bis hier und weiter“, ein sozio-dokumentarisches Projekt in Zusammenarbeit mit der Evangelischen Jugend Mitteldeutschland[36]
- Kultur gestaltet Demokratie[18]
- Pariser Passagen in Hamburg im Rahmen des Festivals arabesque Deutsch-Französische Kulturtage[41]

### 2014
- Fotoausstellung von Anja Nowak "Schattenbilder – Impressionen des brasilianischen Karnevals" in der Universitätsbibliothek Wien[45]
- Fotoausstellung "bis hier und weiter" im Magdeburger Dom[35][37]
- Fotoausstellung von Harald Krieg „Zwischenwelten“ in der Mensa-Galerie der Universität Magdeburg[12]

## Schriften
- Nathalie Neumann und Marc Sagnol: Les Français à Magdebourg. Willy Ronis, Anne Gorouben, Yves Charnay, herausgegeben von Horea Conrad, Kunstverein derART, Magdeburg 2005, ISBN 978-3-935971-29-4.
- Liselotte Detzer: Gedichte 1939–1990, Kunstverein derART, Magdeburg 2006, ISBN 3-938142-93-6.
- „14“ Fotografie von Manuela Böhme, herausgegeben von Horea Conrad, Kunstverein derART, Magdeburg 2009.